# Dipoena appalachia
Espèce
Dipoena appalachia est une espèce d'araignées aranéomorphes de la famille des Theridiidae.

## Distribution
Cette espèce  se rencontre aux États-Unis à Washington DC, au Maryland, en Virginie, en Caroline du Nord, au Tennessee, en Géorgie et au Mississippi et au Canada au Québec,,,.

## Description
Le mâle holotype mesure 1,4 mm, les mâles mesurent de 1,1 à 1,6 mm.

## Étymologie
Son nom d'espèce lui a été donné en référence au lieu de sa découverte, les Appalaches.

## Publication originale
- Levi, 1953 : Spiders of the genus Dipoena from America north of Mexico (Araneae, Theridiidae). American Museum Novitates, no 1647, p. 1-39 (texte intégral).